# Decimiana rehni
Decimiana rehni (лат.) — вид богомолов из семейства Acanthopidae (Mantodea). Южная Америка: Аргентина, Парагвай. Самец: ширина головы 5 мм, длина пронотума — 8—10 мм, длина передних тазиков — 6—7 мм, длина передних бёдер — 7—9 мм, надкрылья — около 3 см. Самка: ширина головы около 6 мм, длина пронотума — 9 мм, длина передних тазиков — 7 мм, длина передних бёдер — около 9 мм, надкрылья — около 2 см.